# مجمع هييرية

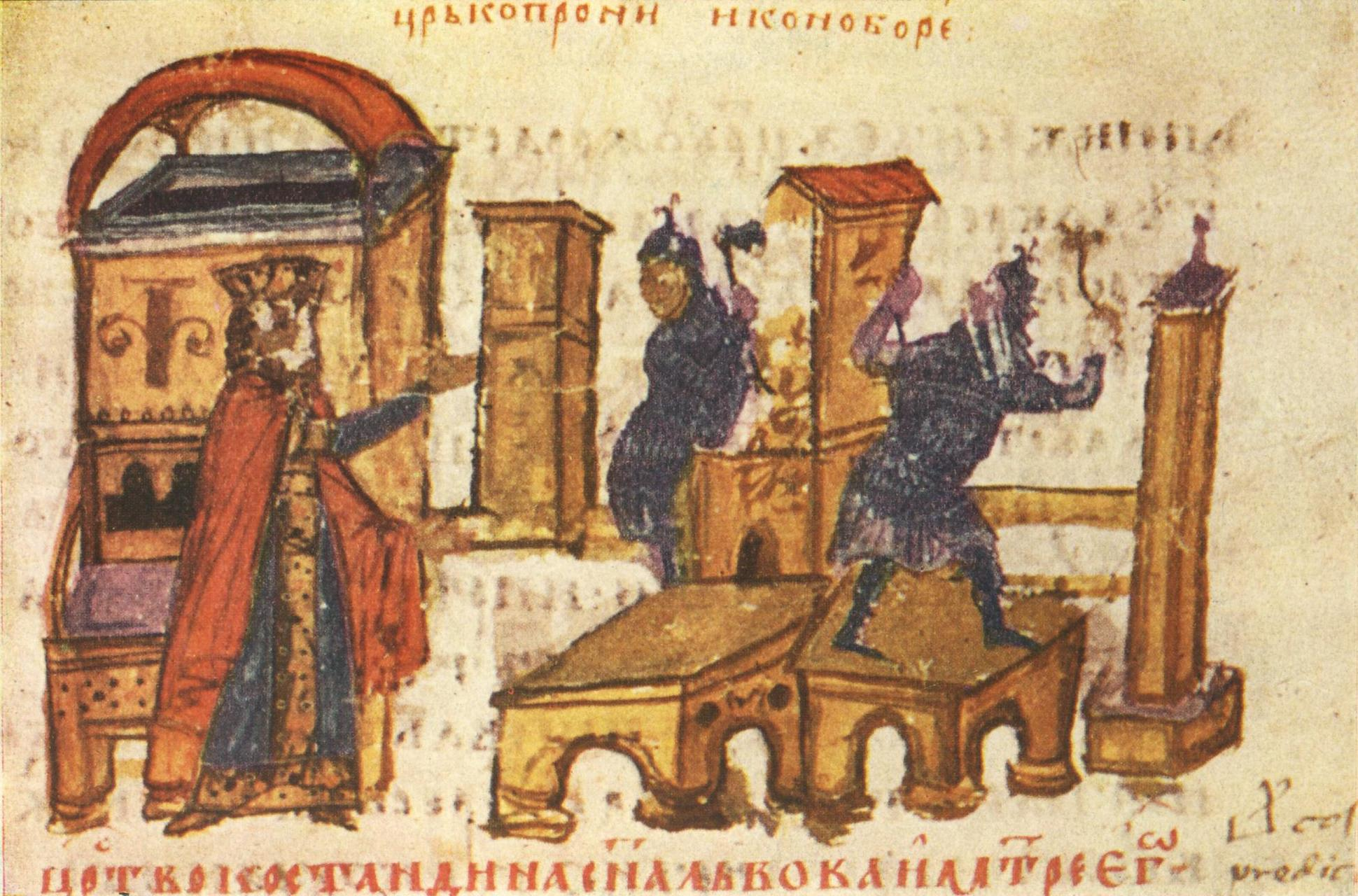
قسطنطين الخامس يوجه أعمال تدمير الأيقونات

هييرية هي أحد ضواحي مدينة القسطنطينية إسطنبول حالياً في الزمن القديم، وتقع محلها اليوم ضاحية فناربخش.
كان مجمع هييرية لتحطيم الأيقونات مجمعاً مسيحياً عُقد في عام 754 للميلاد ورأى في نفسه مجمعاً مسكونياً، لكنه رُفض فيما بعد من قبل الكنيستين الأرثوذوكسية الشرقية والروم الكاثوليكية. تمت الدعوة إليه من قِبل الإمبراطور البيزنطي قسطنطين الخامس في 754م في قصر هييرية المقابل للقسطنطينية. قام المجمع بدعم موقف الإمبراطور المؤيد لتحطيم الأيقونات في بدعة تحطيم الأيقونات البيزنطية.